# Chlorované uhlovodíky
Chlorované uhlovodíky jsou deriváty (halogenderiváty) uhlovodíků, ve kterých jsou některé nebo všechny atomy vodíku nahrazeny atomy chloru. Jsou toxické, patří mezi skleníkové plyny a poškozují ozónovou vrstvu.

## Chlorfluorované uhlovodíky
Jako chlor-fluorované uhlovodíky, známé jako freony, se označují chlorderiváty uhlovodíků, které obsahují navíc fluor. Dříve se používaly jako chladiva a hasiva, ovšem kvůli tomu, že ničí ozónovou vrstvu, se od jejich používání upouští.

## Příklady
- chlormethan
- dichlormethan
- trichlormethan (chloroform)
- tetrachlormethan (chlorid uhličitý)
- chlorethan
- monochlorethylen
- trichlorethylen
- tetrachlorethylen

- chlorbenzen

### Chlorfluorované uhlovodíky
- monochlormonofluormethan
- dichlordifluormethan